# Комарівська волость
Комарівська волость — історична адміністративно-територіальна одиниця Борзнянського повіту Чернігівської губернії з центром у селі Комарівка.
Станом на 1885 рік складалася з 14 поселень, 28 сільських громад. Населення — 15122 осіб (7267 чоловічої статі та 7855 — жіночої), 2205 дворових господарств.
|                     | Площа, десятин | У тому числі орної, дес. |
| ------------------- | -------------- | ------------------------ |
| Сільських громад    | 17181          | 9543                     |
| Приватної власності | 8034           | 5433                     |
| Казенної власності  | 327            | —                        |
| Іншої власності     | 434            | 323                      |
| Загалом             | 25976          | 15299                    |

Основні поселення волості:
- Комарівка — колишнє державне та власницьке село при річці Смоляж за 21 версту від повітового міста, 3049 осіб, 530 дворів, православна церква, школа, лікарня, постоялий двір, 2 постоялих будинки, лавка, базари, 2 ярмарки на рік.
- Берестовець — колишнє державне та власницьке село при річці Смоляж, 2566 осіб, 380 осіб, православна церква, школа, постоялий будинок, крупорушка, цегельний завод.
- Британи — колишнє державне та власницьке село при річці Тужин, 1278 осіб, 212 дворів, православна церква, школа.
- Євлашівка — колишнє державне та власницьке село при річці Чечва, 2835 осіб, 333 двори, православна церква, постоялий будинок.
- Іллінці — колишнє державне та власницьке село при річці Смоляж, 366 осіб, 80 дворів, православна церква, постоялий будинок, лавка, вітряний млин.
- Кладьківка  — колишнє державне та власницьке село при річці Десна, 1932 особи, 279 дворів, 2 православні церкви, школа, постоялий будинок, пристань.
- Сидорівка — колишнє державне та власницьке село при річці Береза, 664 особи, 333 дворів, православна церква, постоялий будинок.
- Смоляж — колишнє державне та власницьке село при річці Смоляж, 1274 особи, особи 188 дворів, православна церква, лавка.
- Степанівка — колишнє державне та власницьке село при річці Михна, 675 осіб, 76 дворів, православна церква, школа.

1899 року у волості налічувалось 13 сільських товариств. Населення зросло до 20794 осіб (10664 чоловічої статі та 10130 — жіночої).